# Произведения векторов

Правило правой руки для векторного произведения

Произведе́ние векторо́в, или перемноже́ние векторо́в (англ. product of vectors) — операция, ставящая в соответствие двум геометрическим векторам новый математический объект (скаляр, вектор или тензор) — произведение векторов. Эта операция должна обладать двумя свойствами:
- подчиняться законам, аналогичным законам операции умножения чисел;
- обобщать геометрические и физические операции.

С этих обеих точек зрения в трёхмерном пространстве возможны три операции умножения двух векторов, результатом которых являются:
- скаляр. Такая операция двух векторов называется скалярным произведением;
- вектор. Такая операция двух векторов называется векторным произведением;
- тензор - диада как тензорное произведение двух векторов. Диаду можно понимать оператор, используемый при преобразовании векторных выражений[4]. В этой статье диада не рассматривается.

В трёхмерном пространстве существуют только три различных типа произведений из трёх векторов:
- скалярное произведение двух векторов умножается на третий вектор — вектор, который называется простейшим произведением трёх векторов;
- векторное произведение двух векторов умножается векторно на третий вектор — вектор, который называется двойным векторным произведением трёх векторов;
- векторное произведение двух векторов умножается скалярно на третий вектор — число, которое называется смешанное произведение трёх векторов.

Между этими тремя произведениями трёх векторов имеются две связи:
- двойное векторное произведение равно разности двух разных простейших произведений трёх векторов;
- смешанное произведение можно выразить через попарные скалярные произведения своих сомножителей.

Произведения большего, чем три, числа векторов выражаются через произведения двух и трёх векторов.

## Произведения двух векторов

### Скалярное произведение

Скалярное произведение векторов равно произведению

Скаля́рное произведе́ние (иногда называемое внутренним произведением) — результат операции над двумя векторами, являющийся скаляром, то есть числом, не зависящим от выбора системы координат.
Используется в определении длины векторов и угла между ними.
Обычно для скалярного произведения векторов {\displaystyle \mathbf {a} } и {\displaystyle \mathbf {b} } используется одно из следующих обозначений.
{\displaystyle (\mathbf {a} ,\mathbf {b} )}
{\displaystyle \mathbf {a} \cdot \mathbf {b} ,\ {\vec {a}}\cdot {\vec {b}}} или просто {\displaystyle \mathbf {a} \mathbf {b} }
{\displaystyle \langle \mathbf {a} ,\mathbf {b} \rangle } и {\displaystyle \langle a|b\rangle ;} второе обозначение применяется в квантовой механике для векторов состояния.
В простейшем случае, а именно в случае конечномерного вещественного евклидового пространства, иногда используют «геометрическое» определение скалярного произведения ненулевых векторов {\displaystyle \mathbf {a} } и {\displaystyle \mathbf {b} } как произведения длин этих векторов на косинус угла между ними (имеется в виду наименьший угол между векторами, не превосходящий {\displaystyle \pi })(см. рисунок справа вверху):
{\displaystyle (\mathbf {a} ,\mathbf {b} )=|\mathbf {a} ||\mathbf {b} |\cos \theta .}
Равносильное определение: скалярное произведение есть произведение длины проекции первого вектора на второй и длины второго вектора (см. рисунок справа вверху), или наоборот:
{\displaystyle (\mathbf {a} ,\mathbf {b} )={\text{пр}}_{b}\mathbf {a} \cdot |\mathbf {b} |=|\mathbf {a} |\cdot {\text{пр}}_{a}\mathbf {b} .}
Если хотя бы один из векторов нулевой, то произведение считается равным нулю.
У понятия скалярного произведения существует также большое количество обобщений для различных векторных пространств, то есть для множеств векторов с операциями сложения и умножения на скаляры. Данное выше геометрическое определение скалярного произведения предполагает предварительное определение понятий длины вектора и угла между ними. В современной математике используется обратный подход: аксиоматически определяется скалярное произведение, а уже через него — длины и углы. В частности, скалярное произведение определяется для комплексных векторов, многомерных и бесконечномерных пространств, в тензорной алгебре.
Скалярное произведение и его обобщения играют чрезвычайно большую роль в векторной алгебре, теории многообразий, механике и физике. Например, работа силы при механическом перемещении равна скалярному произведению вектора силы на вектор перемещения.

#### Определение и свойства
Будем говорить, что в вещественном или комплексном векторном пространстве {\displaystyle L} определено скалярное произведение, если каждой паре векторов {\displaystyle \mathbf {a} ,\mathbf {b} } из {\displaystyle L} поставлено в соответствие число {\displaystyle (\mathbf {a} ,\mathbf {b} )} из того числового поля, над которым задано {\displaystyle L,} удовлетворяющее следующим аксиомам.
1. Для любых трёх элементов {\displaystyle \mathbf {a} _{1},\mathbf {a} _{2},\mathbf {b} } пространства {\displaystyle \mathbb {L} } и любых чисел {\displaystyle \alpha ,\beta } справедливо равенство: {\displaystyle (\alpha \mathbf {a} _{1}+\beta \mathbf {a} _{2},\mathbf {b} )=\alpha (\mathbf {a} _{1},\mathbf {b} )+\beta (\mathbf {a} _{2},\mathbf {b} )} (линейность скалярного произведения по первому аргументу).
2. Для любых {\displaystyle \mathbf {a} ,\mathbf {b} } справедливо равенство {\displaystyle (\mathbf {a} ,\mathbf {b} )={\overline {(\mathbf {b} ,\mathbf {a} )}}}, где черта означает комплексное сопряжение.
3. Для любого {\displaystyle \mathbf {a} } имеем: {\displaystyle (\mathbf {a} ,\mathbf {a} )\geqslant 0}, причём {\displaystyle (\mathbf {a} ,\mathbf {a} )=0} только при {\displaystyle \mathbf {a} =0} (положительная определённость и невырожденность скалярного произведения соответственно).

Заметим, что из аксиомы 2 следует, что {\displaystyle (\mathbf {a} ,\mathbf {a} )} — вещественное число. Поэтому аксиома 3 имеет смысл, несмотря на комплексные (в общем случае) значения скалярного произведения. Если аксиома 3 не выполняется, то произведение называется индефинитным, или неопределённым.
Если {\displaystyle (\mathbf {a} ,\mathbf {a} )=0} не только при {\displaystyle \mathbf {a} =0}, то произведение называется псевдоскалярным.
Из данных аксиом получаются следующие свойства:
- коммутативность для вещественных векторов[12]:

{\displaystyle (\mathbf {a} ,\mathbf {b} )=(\mathbf {b} ,\mathbf {a} );}

Дистрибутивность скалярного произведения в случае вещественного евклидового пространства

- дистрибутивность относительно сложения[12]:

{\displaystyle (\mathbf {a} +\mathbf {b} ,\mathbf {c} )=(\mathbf {a} ,\mathbf {c} )+(\mathbf {b} ,\mathbf {c} )} и {\displaystyle (\mathbf {c} ,\mathbf {a} +\mathbf {b} )=(\mathbf {c} ,\mathbf {a} )+(\mathbf {c} ,\mathbf {b} );}
- инволюционная линейность относительно второго аргумента:

{\displaystyle (\mathbf {a} ,(\alpha _{1}\mathbf {b} _{1}+\alpha _{2}\mathbf {b} _{2}))={\overline {\alpha _{1}}}(\mathbf {a} ,\mathbf {b} _{1})+{\overline {\alpha _{2}}}(\mathbf {a} ,\mathbf {b} _{2})} (в случае вещественного {\displaystyle L} — просто линейность по второму аргументу);
- {\displaystyle (\alpha \mathbf {a} ,\beta \mathbf {b} )=\alpha {\overline {\beta }}(\mathbf {a} ,\mathbf {b} )} (что совпадает с {\displaystyle \alpha \beta (\mathbf {a} ,\mathbf {b} )} для вещественного {\displaystyle L});
- ассоциативность по отношению умножения вектора на число для вещественных векторов[12]:

{\displaystyle (\lambda \mathbf {a} ,\mathbf {b} )=\lambda (\mathbf {a} ,\mathbf {b} )=(\mathbf {a} ,\lambda \mathbf {b} ).}
Также есть свойства, связанные не с данными аксиомами:
- неассоциативность относительно умножения на вектор[7]:

{\displaystyle (\mathbf {a} ,\mathbf {b} )\mathbf {c} \neq \mathbf {a} (\mathbf {b} ,\mathbf {c} )};
- ортогональность: два ненулевых вектора a и b ортогональны тогда и только тогда, когда (a, b) = 0 (определения ниже).

Замечание. В квантовой физике скалярное произведение (волновых функций, которые комплекснозначны) принято определять как линейное по второму аргументу (а не по первому), соответственно, по первому аргументу оно будет инволюционо линейным. Путаницы обычно не возникает, поскольку традиционное обозначение для скалярного произведения в квантовой физике также отличается: {\displaystyle \langle \phi |\psi \rangle }, то есть аргументы отделяются вертикальной чертой, а не запятой, и скобки всегда угловые.

### Единственность скалярного произведения
Оба определения скалярного произведения
{\displaystyle (\mathbf {a} ,\mathbf {b} )=|\mathbf {a} ||\mathbf {b} |\cos \theta ;}
{\displaystyle (\mathbf {a} ,\mathbf {b} )={\text{пр}}_{b}\mathbf {a} \cdot |\mathbf {b} |=|\mathbf {a} |\cdot {\text{пр}}_{a}\mathbf {b} }
кажутся случайными, их естественность никак не мотивирована. Тем не менее целесообразность изучения этой операции основана на простых свойствах скалярного произведения:
{\displaystyle (\mathbf {a} ,\mathbf {b} )=(\mathbf {b} ,\mathbf {a} );}
{\displaystyle (\lambda \mathbf {a} ,\mathbf {b} )=\lambda (\mathbf {a} ,\mathbf {b} )=(\mathbf {a} ,\lambda \mathbf {b} );}
{\displaystyle (\mathbf {a} ,\mathbf {b} +\mathbf {c} )=(\mathbf {a} ,\mathbf {b} )+(\mathbf {a} ,\mathbf {c} ).}
Возникает вопрос: существуют ли другие такие же «хорошие» «произведения векторов»? Другими словами, имеются ли другие способы поставить в соответствие двум векторам {\displaystyle \mathbf {a} } и {\displaystyle \mathbf {b} } такое число {\displaystyle \mathbf {a} \circ \mathbf {b} }, что
(1°) {\displaystyle \mathbf {a} \circ \mathbf {b} =\mathbf {b} \circ \mathbf {a} ,}
(2°) {\displaystyle (\lambda \mathbf {a} )\circ \mathbf {b} =\lambda (\mathbf {a} \circ \mathbf {b} )=\mathbf {a} \circ (\lambda \mathbf {b} ),}
(3°) {\displaystyle \mathbf {a} \circ (\mathbf {b} +\mathbf {c} )=\mathbf {a} \circ \mathbf {b} +\mathbf {a} \circ \mathbf {c} ,}
где кружочек {\displaystyle \circ } — некоторая операция «умножения векторов».
Кроме того, число {\displaystyle \mathbf {a} \circ \mathbf {b} } должно облажать геометрическим смыслом, то есть если пара векторов {\displaystyle {\overrightarrow {OA}}=\mathbf {a} } и {\displaystyle {\overrightarrow {OB}}=\mathbf {b} } «равна» другой паре векторов {\displaystyle {\overrightarrow {OA_{1}}}=\mathbf {a} _{1}} и {\displaystyle {\overrightarrow {OB_{1}}}=\mathbf {b} _{1}}, что означает, что одна пара векторов может быть перенесена на другую пару движением, то тогда имеет место следующее равенство:
(4°) {\displaystyle \mathbf {a} \circ \mathbf {b} =\mathbf {a} _{1}\circ \mathbf {b} _{1}.}

Теорема. Единственность скалярного произведения в трёхмерном пространстве. В геометрии трёхмерного пространства уже три условия (2°), (3°) и (4°) почти однозначно определяют скалярное произведение {\displaystyle (\mathbf {a} ,\mathbf {b} )} векторов {\displaystyle \mathbf {a} } и {\displaystyle \mathbf {b} }, а именно:
{\displaystyle (\mathbf {a} ,\mathbf {b} )=\delta \cdot |\mathbf {a} ||\mathbf {b} |\cos \theta ,}
где {\displaystyle \theta } — наименьший угол между векторами, не превосходящий {\displaystyle \pi }, а {\displaystyle \delta } — некоторое фиксированное число для данной геометрии.
В трёхмерном пространстве для определения скалярного произведения условие (1°) оказывается без надобности.
Доказательство подобно доказательству теоремы о единственности векторного произведения.
1. Переход к единичным векторам. Пусть произвольные векторы {\displaystyle \mathbf {a} =|\mathbf {a} |\mathbf {a} ^{0}}, {\displaystyle \mathbf {b} =|\mathbf {b} |\mathbf {b} ^{0}}, где {\displaystyle \mathbf {a} ^{0}} и {\displaystyle \mathbf {b} ^{0}} — единичные векторы. Тогда, по свойству (2°),
{\displaystyle \mathbf {a} \circ \mathbf {b} =(|\mathbf {a} |\mathbf {a} ^{0})\circ (|\mathbf {b} |\mathbf {b} ^{0})=|\mathbf {a} ||\mathbf {b} |(\mathbf {a} ^{0}\circ \mathbf {b} ^{0})},
то есть достаточно задать произведение произвольных единичных векторов {\displaystyle \mathbf {a} ^{0}} и {\displaystyle \mathbf {b} ^{0}}.
2. Произведение перпендикулярных векторов. Рассмотрим в геометрии трёхмерного пространства единичные и взаимно перпендикулярные векторы {\displaystyle \mathbf {a} ^{0}} и {\displaystyle \mathbf {c} ^{0}}. Эта пара векторов {\displaystyle {\overrightarrow {OA}}=\mathbf {a} ^{0}}, {\displaystyle {\overrightarrow {OC}}=\mathbf {c} ^{0}} «равна» паре векторов {\displaystyle {\overrightarrow {OA_{1}}}=-\mathbf {a} ^{0}}, {\displaystyle {\overrightarrow {OC_{1}}}=\mathbf {c} ^{0}}, поскольку в трёхмерном пространстве эти пары переходят друг в друга при вращении вокруг оси {\displaystyle OC} на {\displaystyle 180^{\circ }} (см. рисунок справа). По свойствам (4°) и (2°) получаем для числа {\displaystyle \mathbf {a} ^{0}\circ \mathbf {c} ^{0}}:
{\displaystyle \mathbf {a} ^{0}\circ \mathbf {c} ^{0}=(-\mathbf {a} ^{0})\circ \mathbf {c} ^{0}=-(\mathbf {a} ^{0}\circ \mathbf {c} ^{0}),}
(5°) {\displaystyle \mathbf {a} ^{0}\circ \mathbf {c} ^{0}=0.}
3. «Квадрат» единичного вектора. Наконец, по условия (4°) «квадрат» {\displaystyle \mathbf {a} ^{0}\circ \mathbf {a} ^{0}} произвольного единичного вектора {\displaystyle \mathbf {a} ^{0}} будет всегда равен постоянному для данной геометрии числу {\displaystyle \delta }:
(6°) {\displaystyle \mathbf {a} ^{0}\circ \mathbf {a} ^{0}=\delta =\mathrm {const} }.
4. Произведение произвольных векторов. Рассмотрим два единичных произвольных вектора {\displaystyle {\overrightarrow {OA}}=\mathbf {a} ^{0}} и {\displaystyle {\overrightarrow {OB}}=\mathbf {b} ^{0}} с углом между ними {\displaystyle \theta } (см. рисунок справа). Пусть теперь {\displaystyle B_{1}} и {\displaystyle B_{2}} — проекции точки {\displaystyle B} на перпендикулярные прямые соответственно {\displaystyle OA} и {\displaystyle OB}, лежащие в плоскости {\displaystyle OAB}. Тогда
{\displaystyle \mathbf {b} ^{0}=OB_{1}+OB_{2}=\mathbf {a} ^{0}\cos \theta +\mathbf {c} ^{0}\sin \theta ,}
где {\displaystyle \mathbf {c} ^{0}} — единичный вектор направления {\displaystyle OC}.
Отсюда по свойствам (3°), (2°), (6°) и (5°) получаем:
{\displaystyle \mathbf {a} ^{0}\circ \mathbf {b} ^{0}=\mathbf {a} ^{0}\circ (\mathbf {a} ^{0}\cos \theta +\mathbf {c} ^{0}\sin \theta )=}
{\displaystyle =(\mathbf {a} ^{0}\circ \mathbf {a} ^{0})\cos \theta +(\mathbf {a} ^{0}\circ \mathbf {c} ^{0})\sin \theta =\delta \cos \theta },
откуда окончательно получаем:
{\displaystyle \mathbf {a} \circ \mathbf {b} =\delta \cdot |\mathbf {a} ||\mathbf {b} |\cos \theta }.
Это выражение отличается от обычного скалярного произведения двух векторов
{\displaystyle (\mathbf {a} ,\mathbf {b} )=|\mathbf {a} ||\mathbf {b} |\cos \theta }
только произвольным фиксированным для выбранной геометрии числовым множителем {\displaystyle \delta }.
Теорема. Единственность скалярного произведения на плоскости. В геометрии плоскости только все четыре условия (1°), (2°), (3°) и (4°) почти однозначно определяют скалярное произведение {\displaystyle (\mathbf {a} ,\mathbf {b} )} векторов {\displaystyle \mathbf {a} } и {\displaystyle \mathbf {b} }, а именно:
{\displaystyle (\mathbf {a} ,\mathbf {b} )=\delta \cdot |\mathbf {a} ||\mathbf {b} |\cos \theta .}
На плоскости существует отличное от скалярного псевдоскалярное произведение векторов, которое отвечает условиям (2°), (3°) и (4°), но не условию (1°).
1. Рассмотрим геометрию двумерного пространства, в которой пары векторов «равны», только если они переводятся одна в другую движением плоскости, а не трёхмерного пространства. В такой геометрии пары единичных взаимно перпендикулярных векторов {\displaystyle \mathbf {a} ^{0}}, {\displaystyle \mathbf {c} ^{0}} и {\displaystyle -\mathbf {a} ^{0}}, {\displaystyle \mathbf {c} ^{0}} не «равны» между собой, поскольку среди движений плоскости нет зеркальной симметрии. Равными единичных перпендикулярных парами векторов будут {\displaystyle {\overrightarrow {OA}}=\mathbf {a} ^{0}}, {\displaystyle {\overrightarrow {OC}}=\mathbf {c} ^{0}} и {\displaystyle {\overrightarrow {OA_{1}}}=\mathbf {c} ^{0}}, {\displaystyle {\overrightarrow {OC_{1}}}=-\mathbf {a} ^{0}}, которые совпадают при повороте на {\displaystyle 90^{\circ }} вокруг точки {\displaystyle O} — общего начала векторов (см. рисунок справа).
2. Следовательно,
{\displaystyle \mathbf {a} ^{0}\circ \mathbf {c} ^{0}=\mathbf {c} ^{0}\circ (-\mathbf {a} ^{0})=-(\mathbf {c} ^{0}\circ \mathbf {a} ^{0}),}
и по условию (1°) получаем:
{\displaystyle \mathbf {a} ^{0}\circ \mathbf {c} ^{0}=-(\mathbf {a} ^{0}\circ \mathbf {c} ^{0}),}
(5°) {\displaystyle \mathbf {a} ^{0}\circ \mathbf {c} ^{0}=0.}
3. Дальнейшее доказательство совпадает с доказательством предыдущей теоремы о единственности скалярного произведения в трёхмерном пространстве. Если не требовать выполнения условия (1°), то доказать (5°) невозможно.

### Псевдоскалярное произведение

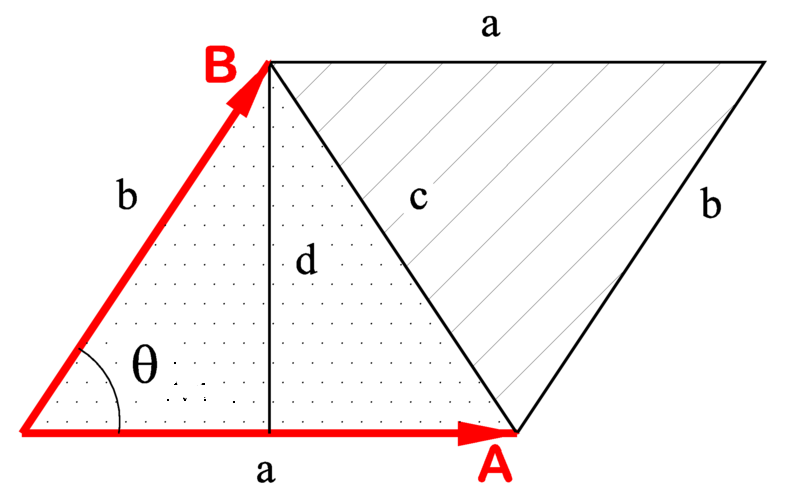

Псевдоскаля́рное произведе́ние (косо́е произведе́ние; полускаля́рное умноже́ние; квазискаля́рное произведе́ние; ориенти́рованная пло́щадь параллелогра́мма, натя́нутого на ве́кторы {\displaystyle \mathbf {a} } и {\displaystyle \mathbf {b} }) (англ. pseudo-scalar product; skew product) векторов {\displaystyle \mathbf {a} } и {\displaystyle \mathbf {b} } на ориентированной евклидовой плоскости — число
{\displaystyle \mathbf {a} \lor \mathbf {b} =|\mathbf {a} |\cdot |\mathbf {b} |\sin \theta ,}
(иногда {\displaystyle \mathbf {a} \times \mathbf {b} =|\mathbf {a} |\cdot |\mathbf {b} |\sin \theta }),
где {\displaystyle \theta =\angle (\mathbf {a} ,\mathbf {b} )} — угол вращения (против часовой стрелки, то есть в положительном направлении) от {\displaystyle \mathbf {a} } к {\displaystyle \mathbf {b} }. Если хотя бы один из векторов {\displaystyle \mathbf {a} } и {\displaystyle \mathbf {b} } нулевой, то полагают {\displaystyle \mathbf {a} \lor \mathbf {b} =0}. В этом определении стоит обратить внимание на то, что понимается под углом {\displaystyle \theta }. Здесь это не просто обычный угол между векторами, который может принимать значения только от {\displaystyle 0^{\circ }} до {\displaystyle 180^{\circ }}. Здесь это угол, на который нужно повернуть вектор именно в определённом направлении: против часовой стрелки, и поэтому он может принимать значения от {\displaystyle 0^{\circ }} до {\displaystyle 360^{\circ }}. Синус такого угла вполне может быть отрицательным, и более того, псевдоскалярное произведение будет менять знак при перемене множителей местами.
Геометрически псевдоскалярное произведение векторов представляет собой ориентированную площадь параллелограмма, натянутого на эти векторы. С её помощью удобно работать с площадями многоугольников, выражать условия коллинеарности векторов и находить углы между ними. Псевдоскалярное произведение определяется только для двумерных векторов, его аналогом в трёхмерном пространстве является тройное скалярное произведение. Также в некотором смысле аналогом является векторное произведение, из-за чего его иногда тоже неформально называют векторным произведением и обозначают как {\displaystyle a\times b} или {\displaystyle [a,b]}.

#### Свойства
- Линейность: {\displaystyle \mathbf {a} \lor (\lambda \mathbf {b} +\mu \mathbf {c} )=\lambda \mathbf {a} \lor \mathbf {b} +\mu \mathbf {a} \lor \mathbf {c} .} Здесь {\displaystyle \lambda }, {\displaystyle \mu } — произвольные вещественные числа.
- Антикоммутативность: {\displaystyle \mathbf {a} \lor \mathbf {b} =-\mathbf {b} \lor \mathbf {a} }.
- Выражение в координатах. Пусть задан базис {\displaystyle \mathbf {e} _{1},\mathbf {e} _{2}} и два вектора, имеющих в нём координаты {\displaystyle \mathbf {a} =(a_{1},a_{2}),~~\mathbf {b} =(b_{1},b_{2})}. Тогда

{\displaystyle \mathbf {a} \lor \mathbf {b} ={\begin{vmatrix}a_{1}&a_{2}\\b_{1}&b_{2}\end{vmatrix}}\ \mathbf {e} _{1}\lor \mathbf {e} _{2}}
Эта формула работает как для псевдоскалярного произведения в ориентированной плоскости, так и для неориентированной. Во втором случае под записями {\displaystyle \mathbf {a} \lor \mathbf {b} } и {\displaystyle \mathbf {e} _{1}\lor \mathbf {e} _{2}} понимаются числовые значения этих псевдоскаляров в базисе {\displaystyle \mathbf {e} _{1},\mathbf {e} _{2}}.
Для частного случая ортонормированного положительно ориентированного базиса (если в неориентированной плоскости, то в произвольном ортонормированном базисе) формула имеет вид:
{\displaystyle \mathbf {a} \lor \mathbf {b} ={\begin{vmatrix}a_{1}&a_{2}\\b_{1}&b_{2}\end{vmatrix}}}
В отрицательно ориентированном базисе эта формула берётся со знаком минус.
- Числовое значение псевдоскалярного произведения является инвариантом при всех невырожденных , не включающих отражений.
- Псевдоскалярное произведение {\displaystyle \mathbf {a} \lor \mathbf {b} } — это ориентированная площадь параллелограмма, натянутого на векторы {\displaystyle \mathbf {a} } и {\displaystyle \mathbf {b} }.
  - Абсолютная величина псевдоскалярного произведения {\displaystyle |\mathbf {a} \lor \mathbf {b} |} — это площадь такого параллелограмма.
  - Ориентированная площадь треугольника {\displaystyle \triangle ABC} выражается формулой
{\displaystyle S(A,B,C)={\frac {1}{2}}({\overrightarrow {AB}}\lor {\overrightarrow {AC}}),}

а его площадь, следовательно, равна модулю этой величины.
- Если рассматривать плоскость в трёхмерном пространстве, то
{\displaystyle \mathbf {a} \lor \mathbf {b} =\pm (\mathbf {a} \times \mathbf {b} )\cdot \mathbf {n} ,}

где «{\displaystyle \times }» и «{\displaystyle \ \cdot }» соответственно — векторное и скалярное произведение, а {\displaystyle \mathbf {n} } — единичный вектор нормали к плоскости. Знак плюс берётся в случае, если правый базис на плоскости, дополненный вектором {\displaystyle \mathbf {n} }, образует также правый базис; в противном случае минус.
- {\displaystyle \mathbf {a} \lor \mathbf {b} =\mathbf {0} } — необходимое и достаточное условие коллинеарности ненулевых векторов на плоскости. Нулевой вектор для удобства работы с более употребительным скалярным произведением обычно считают ортогональным любому другому вектору, хотя это является произвольным соглашением.
- Это выражение также можно записать через символ Леви-Чивиты в двумерном пространстве:

{\displaystyle \mathbf {a} \lor \mathbf {b} =\sum _{i,\;j=1}^{2}\varepsilon _{ij}a^{i}b^{j}}

### Аналогия между скалярным и псевдоскалярным произведениями
Между скалярным и псевдоскалярным произведениями существует известный параллелизм, выражающийся в следующем:
- в близости следующих формул:

{\displaystyle (\mathbf {a} ,\mathbf {b} +\mathbf {c} )=(\mathbf {a} ,\mathbf {b} )+(\mathbf {a} ,\mathbf {c} )}
и {\displaystyle \mathbf {a} \lor (\mathbf {b} +\mathbf {c} )=\mathbf {a} \lor \mathbf {b} +\mathbf {a} \lor \mathbf {c} };
{\displaystyle (\lambda \mathbf {a} ,\mathbf {b} )=\lambda (\mathbf {a} ,\mathbf {b} )=(\mathbf {a} ,\lambda \mathbf {b} )}
и {\displaystyle (\lambda \mathbf {a} )\lor \mathbf {b} =\lambda (\mathbf {a} \lor \mathbf {b} )=\mathbf {a} \lor (\lambda \mathbf {b} )};
- в следующих следствиях:

если {\displaystyle (\mathbf {a} ,\mathbf {b} )=0}, то {\displaystyle \mathbf {a} ~\bot ~\mathbf {b} },
и если {\displaystyle \mathbf {a} ~\bot ~\mathbf {b} }, то {\displaystyle (\mathbf {a} ,\mathbf {b} )=0};
если {\displaystyle \mathbf {a} \lor \mathbf {b} =0}, то {\displaystyle \mathbf {a} ~\|~\mathbf {b} },
и если {\displaystyle \mathbf {a} ~\|~\mathbf {b} }, то {\displaystyle \mathbf {a} \lor \mathbf {b} =0}.
Известный «параллелизм» между перпендикулярностью и параллельностью вытекает из этого параллелизма формул и следствий, что позволяет в определённых теоремах, без нарушения их истинности, слово «перпендикулярный» заменять на слово «параллельный» и наоборот.
Приведём пример подобной теоремы.

Три перпендикулярных прямых к сторонам треугольника пересекаются в одной точке

Три прямые, параллельные сторонам треугольника, пересекаются в одной точке.

Теорема. О пересечении трёх прямых в одой точке. Рассмотрим два разных треугольника {\displaystyle ABC} и {\displaystyle A_{1}B_{1}C_{1}}. Пусть прямые, проведённые через вершины треугольника {\displaystyle ABC} перпендикулярно (параллельно) соответствующим сторонам треугольника {\displaystyle A_{1}B_{1}C_{1}} (то есть через вершину {\displaystyle A} параллельно (перпендикулярно) стороне {\displaystyle B_{1}C_{1}} и так далее), пересекаются в одной точке {\displaystyle O}. Тогда прямые, проведённые через вершины треугольника {\displaystyle A_{1}B_{1}C_{1}} перпендикулярно (параллельно) соответствующим сторонам треугольника {\displaystyle ABC}, пересекаются в одной точке {\displaystyle O_{1}} (см. рисунки справа).
Доказательство. Чтобы не повторяться, скалярное или псевдоскалярное произведение векторов {\displaystyle \mathbf {a} } и {\displaystyle \mathbf {b} } обозначим через {\displaystyle \mathbf {a} \circ \mathbf {b} }.
Пусть {\displaystyle {\overrightarrow {OA}}=\mathbf {a} }, {\displaystyle {\overrightarrow {OB}}=\mathbf {b} }, {\displaystyle {\overrightarrow {OC}}=\mathbf {c} }, {\displaystyle {\overrightarrow {OA_{1}}}=\mathbf {a} _{1}}, {\displaystyle {\overrightarrow {OB_{1}}}=\mathbf {b} _{1}}, {\displaystyle {\overrightarrow {OC_{1}}}=\mathbf {c} _{1}}. Тогда, п условию теоремы,
{\displaystyle \mathbf {a} \circ (\mathbf {b} _{1}-\mathbf {c} _{1})},
иначе
{\displaystyle \mathbf {a} \circ \mathbf {b} _{1}=\mathbf {a} \circ \mathbf {c} _{1}},
аналогично получаем:
{\displaystyle \mathbf {b} \circ \mathbf {c} _{1}=\mathbf {b} \circ \mathbf {a} _{1}},
{\displaystyle \mathbf {c} \circ \mathbf {a} _{1}=\mathbf {c} \circ \mathbf {b} _{1}},
Обозначим {\displaystyle {\overrightarrow {OO_{1}}}=\mathbf {r} }, где {\displaystyle O_{1}} — точка пересечения пока двух прямых {\displaystyle BC} и {\displaystyle CA}. Осталось доказать, что прямая {\displaystyle CO_{1}} перпендикулярна (параллельна) прямой {\displaystyle AB}. По только что приведённому определению точки {\displaystyle O_{1}} получаем следующие равенства:
{\displaystyle (\mathbf {b} -\mathbf {c} )\circ (\mathbf {a} _{1}-\mathbf {r} )=0},
иначе
{\displaystyle \mathbf {b} \circ \mathbf {a} _{1}-\mathbf {c} \circ \mathbf {a} _{1}=\mathbf {b} \circ \mathbf {r} -\mathbf {c} \circ \mathbf {r} },
или
{\displaystyle \mathbf {b} \circ \mathbf {c} _{1}-\mathbf {c} \circ \mathbf {a} _{1}=\mathbf {b} \circ \mathbf {r} -\mathbf {c} \circ \mathbf {r} },
а также
{\displaystyle (\mathbf {c} -\mathbf {a} )\circ (\mathbf {b} _{1}-\mathbf {r} )=0},
иначе
{\displaystyle \mathbf {c} \circ \mathbf {b} _{1}-\mathbf {a} \circ \mathbf {b} _{1}=\mathbf {c} \circ \mathbf {r} -\mathbf {a} \circ \mathbf {r} },
или
{\displaystyle \mathbf {c} \circ \mathbf {a} _{1}-\mathbf {a} \circ \mathbf {c} _{1}=\mathbf {c} \circ \mathbf {r} -\mathbf {a} \circ \mathbf {r} }.
Сложим два последних полученных равенства:
{\displaystyle \mathbf {b} \circ \mathbf {c} _{1}-\mathbf {a} \circ \mathbf {c} _{1}=\mathbf {b} \circ \mathbf {r} -\mathbf {a} \circ \mathbf {r} },
иначе
{\displaystyle (\mathbf {b} -\mathbf {a} )\circ (\mathbf {c} _{1}-\mathbf {r} )=0}.
Из последнего равенства следует утверждение теоремы.

### Единственность псевдоскалярного произведения
На плоскости скалярное произведение двух векторов однозначно определяется следующими трёмя условиями:
(1°) {\displaystyle \mathbf {a} \circ \mathbf {b} =\mathbf {b} \circ \mathbf {a} ,}
(2°) {\displaystyle (\lambda \mathbf {a} )\circ \mathbf {b} =\lambda (\mathbf {a} \circ \mathbf {b} )=\mathbf {a} \circ (\lambda \mathbf {b} ),}
(3°) {\displaystyle \mathbf {a} \circ (\mathbf {b} +\mathbf {c} )=\mathbf {a} \circ \mathbf {b} +\mathbf {a} \circ \mathbf {c} ,}
где кружочек {\displaystyle \circ } — некоторая операция «произведения векторов»,
а также ещё одним естественным требованием
(4°) {\displaystyle \mathbf {a} \circ \mathbf {b} =\mathbf {a} _{1}\circ \mathbf {b} _{1},}
означающим, что две «равные», то есть переводимые друг в друга движением плоскости, пары векторов обладают одним и тем же «произведением».
Если отказаться от первого условия (1°), то вместо скалярного получится псевдоскалярное произведение, которое существенно отличается своими свойствами от скалярного произведения. Выясним, существуют ли другие «произведения» векторов плоскости, которые отличаются как от скалярного, так и от псевдоскалярного произведений, но обладают столь же простыми свойствами.
Теорема. Все «произведения» двух векторов на плоскости. В геометрии плоскости три условия (2°), (3°) и (4°) приводят к сумме скалярного и псевдоскалярного произведений {\displaystyle \mathbf {a} \circ \mathbf {b} } векторов {\displaystyle \mathbf {a} } и {\displaystyle \mathbf {b} }, а именно:
{\displaystyle \mathbf {a} \circ \mathbf {b} =\delta \cdot (\mathbf {a} ,\mathbf {b} )+\epsilon \cdot \mathbf {a} \lor \mathbf {b} .}
Другими словами, произвольное «произведение» двух векторов, для которого выполняются свойства (2°)—(4°), есть линейная комбинация скалярного и псевдоскалярного произведений с постоянными коэффициентами соответственно {\displaystyle \delta } и {\displaystyle \epsilon }. Из них только скалярное произведение коммутативно и только псевдоскалярное произведение антикоммутативно.
1. По условию (2°) получаем:
(5°) {\displaystyle \mathbf {a} \circ \mathbf {b} =(|\mathbf {a} |\mathbf {a} ^{0})\circ (|\mathbf {b} |\mathbf {b} ^{0})=|\mathbf {a} ||\mathbf {b} |(\mathbf {a} ^{0}\circ \mathbf {b} ^{0}),}
где {\displaystyle \mathbf {a} ^{0}} и {\displaystyle \mathbf {b} ^{0}} ― единичные векторы, причём в данной геометрии выполняется следующее равенство:
(6°) {\displaystyle \mathbf {a} ^{0}\circ \mathbf {a} ^{0}=\delta =\mathrm {const} .}
2. Пусть {\displaystyle \mathbf {a} ^{0}} и {\displaystyle \mathbf {c} ^{0}} — единичные взаимно перпендикулярные векторы, такие, что {\displaystyle \angle (\mathbf {a} ^{0},\mathbf {c} ^{0})=+90^{\circ }}. Тогда их произведение {\displaystyle \mathbf {a} ^{0}\circ \mathbf {c} ^{0}} равно некоторому постоянному числу {\displaystyle \epsilon }, которое одинаково для всех пар таких векторов {\displaystyle \mathbf {a} ^{0}}, {\displaystyle \mathbf {c} ^{0}}:
(7°) {\displaystyle \mathbf {a} ^{0}\circ \mathbf {c} ^{0}=\epsilon =\mathrm {const} ,}
так как любые две такие пары {\displaystyle \mathbf {a} ^{0}}, {\displaystyle \mathbf {c} ^{0}} и {\displaystyle \mathbf {a} _{1}^{0}}, {\displaystyle \mathbf {c} _{1}^{0}} переводятся друг в друга движением плоскости.
3. Пусть теперь {\displaystyle \mathbf {b} ^{0}} — произвольный единичный вектор с углом {\displaystyle \angle (\mathbf {a} ^{0},\mathbf {b} ^{0})=\theta } (см. рисунок справа). Разложим вектор {\displaystyle \mathbf {b} ^{0}} по векторам {\displaystyle \mathbf {a} ^{0}} и {\displaystyle \mathbf {c} ^{0}}:
{\displaystyle \mathbf {b} ^{0}=\mathbf {a} ^{0}\cos \theta +\mathbf {c} ^{0}\sin \theta ,}
откуда по свойствам (3°), (2°) и (6°) получаем:
{\displaystyle \mathbf {a} ^{0}\circ \mathbf {b} ^{0}=\mathbf {a} ^{0}\circ (\mathbf {a} ^{0}\cos \theta +\mathbf {c} ^{0}\sin \theta )=}
{\displaystyle =(\mathbf {a} ^{0}\circ \mathbf {a} ^{0})\cos \theta +(\mathbf {a} ^{0}\circ \mathbf {c} ^{0})\sin \theta },
следовательно, по свойствам (5°), (6°) и (7°) окончательно получаем:
{\displaystyle \mathbf {a} \circ \mathbf {b} =\delta \cdot |\mathbf {a} ||\mathbf {b} |\cos \theta +\epsilon \cdot |\mathbf {a} ||\mathbf {b} |\sin \theta =}
{\displaystyle =\delta \cdot (\mathbf {a} ,\mathbf {b} )+\epsilon \cdot \mathbf {a} \lor \mathbf {b} .}

### Равенство фигур на плоскости

Симметричные треугольники

В разделах, связанных с псевдоскалярным произведением, на плоскости рассматривается геометрия, в которой две фигуры не считаются равными, если они симметричны относительно прямой, то есть эти фигуры нельзя перевести друг в друга движением, оставляющим их в плоскости (см. рисунок справа). В частности, предполагается, что на плоскости две пары векторов {\displaystyle \mathbf {a} }, {\displaystyle \mathbf {b} } и {\displaystyle \mathbf {a} _{1}}, {\displaystyle \mathbf {b} _{1}}, которые переводятся друг в друга движением в трёхмерном пространстве, но не на плоскости, не считаются равными (например, две пары единичных взаимно перпендикулярных векторов {\displaystyle \mathbf {a} ^{0}}, {\displaystyle \mathbf {c} ^{0}} и {\displaystyle -\mathbf {a} ^{0}}, {\displaystyle \mathbf {c} ^{0}}).
Такой подход приводит к понятию направления вращения: угол между векторами {\displaystyle \angle (\mathbf {a} ,\mathbf {b} )} положителен либо отрицателен в зависимости от направления вращения на угол, меньший {\displaystyle 180^{\circ }}, которое переводит направление {\displaystyle \mathbf {a} } в направление {\displaystyle \mathbf {b} }. Получается, что если симметричные фигуры равны, и вообще равны любые фигуры, которые можно перевести друг в друга движением в трёхмерном пространстве, то понятие «направление вращения» теряет смысл, поскольку симметрия относительно прямой меняет на обратное направление вращения угла (см. рисунок справа вверху).
Ориентированная плоскость — плоскость с заданным положительным направлением вращения углов. То есть имеются две разные геометрии:
- изучающая такие свойства фигур, какие сохраняются на ориентированной плоскости при движениях первого рода (собственных движениях);
- изучающая такие свойства фигур, какие сохраняются на обычной, или неориентированной, плоскости при произвольных движениях в трёхмерном пространстве.

Итак, скалярное произведение векторов можно задавать на неориентированной плоскости, псевдоскалярное произведение — только на ориентированной плоскости. Естественно, скалярное произведение можно рассматривать и на ориентированной плоскости, так как угол {\displaystyle \angle (\mathbf {a} ,\mathbf {b} )} в формуле скалярного произведения можно считать ориентированным в силу того, что {\displaystyle \cos } — чётная функция, то есть {\displaystyle \cos(-\alpha )=\cos \alpha }.

### Векторное произведение

Векторное произведение в трёхмерном евклидовом пространстве

Векторное произведение двух векторов в трёхмерном евклидовом пространстве — вектор, перпендикулярный обоим исходным векторам, длина которого численно равна площади параллелограмма, образованного исходными векторами, а выбор из двух направлений определяется так, чтобы тройка из по порядку стоящих в произведении векторов и получившегося вектора была правой. Векторное произведение коллинеарных векторов (в частности, если хотя бы один из множителей — нулевой вектор) считается равным нулевому вектору.
Таким образом, для определения векторного произведения двух векторов необходимо задать ориентацию пространства, то есть сказать, какая тройка векторов является правой, а какая — левой. При этом не является обязательным задание в рассматриваемом пространстве какой-либо системы координат. В частности, при заданной ориентации пространства результат векторного произведения не зависит от того, является ли рассматриваемая система координат правой или левой. При этом формулы выражения координат векторного произведения через координаты исходных векторов в правой и левой ортонормированной прямоугольной системе координат отличаются знаком.
Векторное произведение не обладает свойствами коммутативности и ассоциативности. Оно является антикоммутативным и, в отличие от скалярного произведения векторов, результат является опять вектором.
Полезно для «измерения» перпендикулярности векторов — модуль векторного произведения двух векторов равен произведению их модулей, если они перпендикулярны, и уменьшается до нуля, если векторы коллинеарны.
Широко используется во многих технических и физических приложениях. Например, момент импульса и сила Лоренца математически записываются в виде векторного произведения.

#### Свойства

##### Геометрические свойства векторного произведения

Рисунок 1: Площадь параллелограмма равна модулю векторного произведения

Рисунок 2: Объём параллелепипеда при использовании векторного и скалярного произведения векторов; пунктирные линии показывают проекции вектора c на a × b и вектора b × c на a, первым шагом является нахождение векторного произведения (модуль которого равен площади одной из сторон), а вторым — нахождение скалярного произведения (которое равно объёму параллелепипеда)

- Необходимым и достаточным условием коллинеарности двух ненулевых векторов является равенство нулю их векторного произведения.
- Модуль векторного произведения {\displaystyle [{\vec {a}},\;{\vec {b}}]} равняется площади {\displaystyle S} параллелограмма, построенного на приведённых к общему началу векторах {\displaystyle {\vec {a}}} и {\displaystyle {\vec {b}}} (см. Рисунок 1).
- Если {\displaystyle {\vec {e}}} — единичный вектор, ортогональный векторам {\displaystyle {\vec {a}}} и {\displaystyle {\vec {b}}} и выбранный так, что тройка {\displaystyle {\vec {a}},{\vec {b}},{\vec {e}}} — правая, а {\displaystyle S} — площадь параллелограмма, построенного на них (приведённых к общему началу), то для векторного произведения справедлива формула:

{\displaystyle [{\vec {a}},\;{\vec {b}}]=S\cdot {\vec {e}}.}
- Если {\displaystyle {\vec {c}}} — какой-нибудь вектор, {\displaystyle \pi } — любая плоскость, содержащая этот вектор, {\displaystyle {\vec {e}}} — единичный вектор, лежащий в плоскости {\displaystyle \pi } и ортогональный к {\displaystyle {\vec {c}}}, {\displaystyle {\vec {g}}} — единичный вектор, ортогональный к плоскости {\displaystyle \pi } и направленный так, что тройка векторов {\displaystyle {\vec {e}},{\vec {c}},{\vec {g}}} является правой, то для любого лежащего в плоскости {\displaystyle \pi } вектора {\displaystyle {\vec {a}}} справедлива формула

{\displaystyle [{\vec {a}},\;{\vec {c}}]=\mathrm {Pr} _{\vec {e}}{\vec {a}}\cdot |{\vec {c}}|\cdot {\vec {g}}.}
- При использовании векторного и скалярного произведений можно высчитать объём параллелепипеда, построенного на приведённых к общему началу векторах a, b и c (см. Рисунок 2). Такое произведение трёх векторов называется смешанным.

{\displaystyle V=|\langle {\vec {a}},\;[{\vec {b}},\;{\vec {c}}]\rangle |.}
На рисунке показано, что этот объём может быть найден двумя способами: геометрический результат сохраняется даже при замене «скалярного» и «векторного» произведений местами:
{\displaystyle V=\langle [{\vec {a}},\;{\vec {b}}],\;{\vec {c}}\rangle =\langle {\vec {a}},\;[{\vec {b}},\;{\vec {c}}]\rangle .}
Величина векторного произведения зависит от синуса угла между изначальными векторами, поэтому векторное произведение может восприниматься как степень «перпендикулярности» векторов так же, как и скалярное произведение может рассматриваться как степень «параллельности». Векторное произведение двух единичных векторов равно 1 (единичному вектору), если изначальные векторы перпендикулярны, и равно 0 (нулевому вектору), если векторы параллельны либо антипараллельны.

##### Алгебраические свойства векторного произведения
Далее {\displaystyle [{\vec {a}},\;{\vec {b}}]} и {\displaystyle \langle {\vec {a}},\;{\vec {b}}\rangle } обозначают соответственно векторное и скалярное произведение векторов {\displaystyle {\vec {a}}} и {\displaystyle {\vec {b}}}.
| Представление | Описание |
| {\displaystyle [{\vec {a}},\;{\vec {b}}]=-[{\vec {b}},{\vec {a}}]} | Антикоммутативность. |
| {\displaystyle [\alpha \cdot {\vec {a}},\;{\vec {b}}]=[{\vec {a}},\;\alpha \cdot {\vec {b}}]=\alpha \cdot [{\vec {a}},\;{\vec {b}}]}                                     | Ассоциативность умножения на скаляр.                                                                                        |
| {\displaystyle [{\vec {a}}+{\vec {b}},\;{\vec {c}}]=[{\vec {a}},\;{\vec {c}}]+[{\vec {b}},\;{\vec {c}}]}                                                                 | Дистрибутивность по сложению.                                                                                               |
| {\displaystyle [[{\vec {a}},\;{\vec {b}}],\;{\vec {c}}]+[[{\vec {b}},\;{\vec {c}}],\;{\vec {a}}]+[[{\vec {c}},{\vec {a}}],\;{\vec {b}}]={\vec {0}}}                      | Тождество Якоби. |
| {\displaystyle [{\vec {a}},\;{\vec {a}}]={\vec {0}}} | |
| {\displaystyle [{\vec {a}},\;[{\vec {b}},\;{\vec {c}}]]={\vec {b}}\cdot \langle {\vec {a}},\;{\vec {c}}\rangle -{\vec {c}}\cdot \langle {\vec {a}},\;{\vec {b}}\rangle } | Формула «БАЦ минус ЦАБ», тождество Лагранжа.                                                                                |
| {\displaystyle \|[{\vec {a}},\,{\vec {b}}]\|^{2}+\langle {\vec {a}},\,{\vec {b}}\rangle ^{2}=\|{\vec {a}}\|^{2}\cdot \|{\vec {b}}\|^{2}}                                 | Частный случай мультипликативности нормы кватернионов.                                                                      |
| {\displaystyle \langle [{\vec {a}},\,{\vec {b}}],\,{\vec {c}}\rangle =\langle {\vec {a}},\,[{\vec {b}},\,{\vec {c}}]\rangle }                                            | Значение этого выражения называют смешанным произведением векторов {\displaystyle a}, {\displaystyle b}, {\displaystyle c}. |

### Единственность векторного произведения
Выясним, насколько необходимо стандартное определение векторного произведения. Причём это «произведение» должно отвечать тем условиям, которые делают возможным употребление самого термина «произведение».
Пусть некоторая операция {\displaystyle *} ставит в соответствие двум векторам {\displaystyle \mathbf {a} } и {\displaystyle \mathbf {b} } третий вектор {\displaystyle \mathbf {a} *\mathbf {b} }. И пусть эта операция обладает:
- ассоциативностью при умножении вектора на число {\displaystyle (\lambda \mathbf {a} )*\mathbf {b} =\mathbf {a} *(\lambda \mathbf {b} )=\lambda (\mathbf {a} *\mathbf {b} )};
- дистрибутивностью {\displaystyle \mathbf {a} *(\mathbf {b} +\mathbf {c} )=\mathbf {a} *\mathbf {b} +\mathbf {a} *\mathbf {c} };
- геометрическим смыслом, то есть если векторы {\displaystyle {\overrightarrow {OA}}=\mathbf {a} } и {\displaystyle {\overrightarrow {OB}}=\mathbf {b} } отображаются в векторы {\displaystyle {\overrightarrow {OA_{1}}}=\mathbf {a} _{1}} и {\displaystyle {\overrightarrow {OB_{1}}}=\mathbf {b} _{1}} любым движением пространства (например, вращением вокруг точки {\displaystyle O}), то тогда и вектор {\displaystyle {\overrightarrow {OC}}=\mathbf {a} *\mathbf {b} } при этом движении также отображается в вектор {\displaystyle {\overrightarrow {OC_{1}}}=\mathbf {a} _{1}*\mathbf {b} _{1}}.

Теорема. Единственность векторного произведения. Определённое выше «произведение» векторов {\displaystyle \mathbf {a} *\mathbf {b} } есть векторное произведение {\displaystyle [a,b]}.
Доказательство подобно доказательству теоремы о единственности скалярного произведения в трёхмерном пространстве.
1. Переход к единичным векторам. Пусть произвольные векторы {\displaystyle \mathbf {a} =|\mathbf {a} |\mathbf {a} ^{0}}, {\displaystyle \mathbf {b} =|\mathbf {b} |\mathbf {b} ^{0}}, где {\displaystyle \mathbf {a} ^{0}} и {\displaystyle \mathbf {b} ^{0}} — единичные векторы. Тогда, по свойству ассоциативности «произведения»,
{\displaystyle \mathbf {a} *\mathbf {b} =(|\mathbf {a} |\mathbf {a} ^{0})*(|\mathbf {b} |\mathbf {b} ^{0})=|\mathbf {a} ||\mathbf {b} |(\mathbf {a} ^{0}*\mathbf {b} ^{0})},
то есть достаточно задать «произведение» произвольных единичных векторов {\displaystyle \mathbf {a} ^{0}} и {\displaystyle \mathbf {b} ^{0}}.
2. Перпендикулярность «произведения» векторам {\displaystyle \mathbf {a} ^{0}} и {\displaystyle \mathbf {b} ^{0}}. Проведём к плоскости единичных векторов {\displaystyle {\overrightarrow {OA}}=\mathbf {a} ^{0}} и {\displaystyle {\overrightarrow {OB}}=\mathbf {b} ^{0}} перпендикулярную прямую {\displaystyle OP} (см. рисунок справа с плоскостью и перпендикулярной прямой).
Если повернуть эту плоскость относительно прямой {\displaystyle OP} на {\displaystyle 180^{\circ }}, то векторы {\displaystyle \mathbf {a} ^{0}} и {\displaystyle \mathbf {b} ^{0}} отобразятся в векторы {\displaystyle -\mathbf {a} ^{0}} и {\displaystyle -\mathbf {b} ^{0}} соответственно. Поэтому этот поворот должен отобразить «произведение» векторов {\displaystyle \mathbf {a} ^{0}*\mathbf {b} ^{0}} в «произведение» векторов
{\displaystyle (-\mathbf {a} ^{0})*(-\mathbf {b} ^{0})=\mathbf {a} ^{0}*\mathbf {b} ^{0}}
по свойству ассоциативности «произведения», другими словами, оставить вектор {\displaystyle \mathbf {a} ^{0}*\mathbf {b} ^{0}} на месте. Это возможно только тогда, когда вектор {\displaystyle \mathbf {a} ^{0}*\mathbf {b} ^{0}} лежит на прямой {\displaystyle OP}, другими словами, перпендикулярен векторам {\displaystyle \mathbf {a} ^{0}} и {\displaystyle \mathbf {b} ^{0}}.
3. «Квадрат» единичного вектора. Для любого единичного вектора {\displaystyle \mathbf {a} ^{0}} его «квадрат» {\displaystyle \mathbf {a} ^{0}*\mathbf {a} ^{0}} равен нуль-вектору {\displaystyle \mathbf {0} }:
{\displaystyle \mathbf {a} ^{0}*\mathbf {a} ^{0}=\mathbf {0} }.
Действительно, когда в «произведении» {\displaystyle \mathbf {a} ^{0}*\mathbf {b} ^{0}} вектор {\displaystyle \mathbf {b} ^{0}} совпадает с вектором {\displaystyle \mathbf {a} ^{0}}, то вектор {\displaystyle \mathbf {a} ^{0}*\mathbf {a} ^{0}} принадлежит бесчисленному количеству прямых {\displaystyle OP}, перпендикулярных вектору {\displaystyle \mathbf {a} ^{0}}, а такое возможно только с нулевым вектором.
4. «Произведение» перпендикулярных векторов. Рассмотрим вектор {\displaystyle \mathbf {c} ^{0}} такой, что {\displaystyle \mathbf {c} ^{0}\,\bot \,\,\mathbf {a} ^{0}}. Для него «произведение» векторов
{\displaystyle \mathbf {a} ^{0}*\mathbf {c} ^{0}=\lambda u^{0}},
где {\displaystyle u^{0}} — единичный вектор, перпендикулярный векторам {\displaystyle \mathbf {a} ^{0}} и {\displaystyle \mathbf {c} ^{0}}. Пусть, для однозначности, вектор {\displaystyle u^{0}} такой, что с его конца поворот на {\displaystyle 90^{\circ }} от вектора {\displaystyle \mathbf {a} ^{0}} к вектору {\displaystyle \mathbf {c} ^{0}} виделся против часовой стрелки.
5. Постоянство множителя {\displaystyle \lambda }. Покажем, что множитель {\displaystyle \lambda } постоянен, то есть покажем, что он одинаков для произвольных двух взаимно перпендикулярных единичных векторов {\displaystyle \mathbf {a} ^{0}} и {\displaystyle \mathbf {c} ^{0}}. Действительно, пусть {\displaystyle \mathbf {a} _{1}^{0}} и {\displaystyle \mathbf {c} _{1}^{0}} — пара других перпендикулярных единичных вектора. Тогда поворот плоскости, который переводит векторы {\displaystyle \mathbf {a} ^{0}} и {\displaystyle \mathbf {c} ^{0}} соответственно в векторы {\displaystyle \mathbf {a} _{1}^{0}} и {\displaystyle \mathbf {c} _{1}^{0}}, отображает вектор {\displaystyle \lambda u^{0}} в вектор {\displaystyle \lambda u_{1}^{0}}. Здесь через {\displaystyle \lambda u_{1}^{0}} обозначен единичный вектор, который определён векторами {\displaystyle \mathbf {a} _{1}^{0}} и {\displaystyle \mathbf {c} _{1}^{0}} точно так же, как получился вектор {\displaystyle \lambda u^{0}} из векторов {\displaystyle \mathbf {a} ^{0}} и {\displaystyle \mathbf {c} ^{0}}. В итоге получаем:
{\displaystyle \mathbf {a} ^{0}*\mathbf {c} ^{0}=\lambda u^{0},\quad } {\displaystyle \lambda ={\text{const}}}.
6. Единственность векторного произведения. Последний шаг состоит в разложении произвольного единичного вектора {\displaystyle \mathbf {b} ^{0}} по перпендикулярным единичным векторам {\displaystyle \mathbf {a} ^{0}} и {\displaystyle \mathbf {c} ^{0}}, причём вектор {\displaystyle \mathbf {b} ^{0}} принадлежит плоскости векторов {\displaystyle \mathbf {a} ^{0}} и {\displaystyle \mathbf {c} ^{0}}, и пусть угол между единичными векторами {\displaystyle \mathbf {a} ^{0}} и {\displaystyle \mathbf {b} ^{0}} равен {\displaystyle \theta } (см. рисунок справа с проекциями вектора {\displaystyle \mathbf {b} ^{0}}). Тогда получим:
{\displaystyle \mathbf {b} ^{0}=\mathbf {a} ^{0}\cos \theta +\mathbf {c} ^{0}\sin \theta .}
Используем в выкладках следующие равенства:
- дистрибутивность «произведения»,
- ассоциативность «произведения» при умножении вектора на число,
- {\displaystyle \mathbf {a} ^{0}*\mathbf {a} ^{0}=\mathbf {0} },
- {\displaystyle \mathbf {a} ^{0}*\mathbf {c} ^{0}=\lambda u^{0},\quad } {\displaystyle \lambda ={\text{const}}},

следовательно:
{\displaystyle \mathbf {a} ^{0}*\mathbf {b} ^{0}=(\mathbf {a} ^{0}*\mathbf {a} ^{0})\cos \theta +(\mathbf {a} ^{0}*\mathbf {c} ^{0})\sin \theta =\lambda u^{0}\sin \theta .}
Из последнего равенства окончательно получаем:
{\displaystyle \mathbf {a} *\mathbf {b} =\lambda |\mathbf {a} ||\mathbf {b} |\sin \theta \cdot u^{0}=\lambda [a,b],}
где {\displaystyle \lambda ={\text{const}}}.
Замечание. Итак, при использовании следующих требований «векторного произведения» {\displaystyle \mathbf {a} *\mathbf {b} }:
- ассоциативности при умножении вектора на число,
- дистрибутивности,

получается векторное произведение {\displaystyle [a,b].}  Поэтому, если дополнить эти старые требования одним из следующих новых требований:
- коммутативности {\displaystyle \mathbf {a} *\mathbf {b} =\mathbf {b} *\mathbf {a} },
- ассоциативности в обычном смысле {\displaystyle \mathbf {a} *(\mathbf {b} *\mathbf {c} )=(\mathbf {a} *\mathbf {b} )*\mathbf {c} },

получается только «нулевое произведение» {\displaystyle \mathbf {a} *\mathbf {b} =0} (совершенно неинтересное). Следовательно, старые требования и хотя бы одно из новый требований несовместимы (конечно, только при геометрическом смысле «произведения» {\displaystyle \mathbf {a} *\mathbf {b} }).

## Произведения трёх векторов

### Простейшее произведение трёх векторов
Просте́йшее произведе́ние трёх векторо́в — скалярное произведение двух векторов {\displaystyle (\mathbf {a} ,\mathbf {b} )}, умноженное на третий вектор {\displaystyle \mathbf {c} }:
{\displaystyle (\mathbf {a} ,\mathbf {b} )\mathbf {c} .}
Простейшее произведение трёх векторов {\displaystyle (\mathbf {a} ,\mathbf {b} )\mathbf {c} } — вектор, который коллинеарен вектору вектор {\displaystyle \mathbf {c} }, то есть тому своему множителю, который находится вне знака скалярного произведения.
Из этой коллинеарности следует неравенство
{\displaystyle \mathbf {a} (\mathbf {b} ,\mathbf {c} )\neq (\mathbf {a} ,\mathbf {b} )\mathbf {c} ,}
которое превращается в равенство тогда и только тогда, когда векторы {\displaystyle \mathbf {a} } и {\displaystyle \mathbf {c} } коллинеарны. Другими словами, простейшее произведение трёх векторов не ассоциативно.

### Двойное векторное произведение
Двойно́е ве́кторное произведе́ние (другие названия: тройное векторное произведение; векторно-векторное произведение) {\displaystyle \left[{\vec {a}},{\vec {b}},{\vec {c}}\right]} векторов {\displaystyle {\vec {a}},{\vec {b}},{\vec {c}}} — векторное произведение вектора {\displaystyle {\vec {a}}} на векторное произведение векторов {\displaystyle {\vec {b}}} и {\displaystyle {\vec {c}}:} 

{\displaystyle \left[{\vec {a}},{\vec {b}},{\vec {c}}\right]=\left[{\vec {a}},\left[{\vec {b}},{\vec {c}}\right]\right].}
В литературе этот тип произведения трёх векторов называется как тройным (по числу векторов, обычно в англоязычных и переводных источниках), так и двойным, или векторно-векторным (по числу операций умножения, обычно в оригинальных русскоязычных источниках).

#### Свойства

##### Формула Лагранжа
Для двойного векторного произведения справедлива формула Лагранжа:
{\displaystyle {\Big [}{\vec {a}},{\big [}{\vec {b}},{\vec {c}}{\big ]}{\Big ]}={\vec {a}}\times {\big (}{\vec {b}}\times {\vec {c}}{\big )}={\vec {b}}{\big (}{\vec {a}}\cdot {\vec {c}}{\big )}-{\vec {c}}{\big (}{\vec {a}}\cdot {\vec {b}}{\big )},}
которую можно запомнить по мнемоническому правилу «бац минус цаб».
Выберем правый ортонормированный базис {\displaystyle {\vec {e_{1}}},~{\vec {e_{2}}},~{\vec {e_{3}}}} так, чтобы
{\displaystyle {\vec {a}}=\alpha _{1}{\vec {e_{1}}}+\alpha _{2}{\vec {e_{2}}}+\alpha _{3}{\vec {e_{3}}},}
{\displaystyle {\vec {b}}=\beta _{1}{\vec {e_{1}}}+\beta _{2}{\vec {e_{2}}},}
{\displaystyle {\vec {c}}=\gamma _{1}{\vec {e_{1}}}.}
Тогда
{\displaystyle \left[{\vec {b}},{\vec {c}}\right]=\left(0,0,-\beta _{2}\gamma _{1}\right),}
{\displaystyle \left[{\vec {a}},\left[{\vec {b}},{\vec {c}}\right]\right]=\left(-\alpha _{2}\beta _{2}\gamma _{1},\alpha _{1}\beta _{2}\gamma _{1},0\right)}
и
{\displaystyle {\vec {b}}\left({\vec {a}}\cdot {\vec {c}}\right)-{\vec {c}}\left({\vec {a}}\cdot {\vec {b}}\right)=\alpha _{1}\gamma _{1}{\vec {b}}-\left(\alpha _{1}\beta _{1}+\alpha _{2}\beta _{2}\right){\vec {c}}=\left(-\alpha _{2}\beta _{2}\gamma _{1},\alpha _{1}\beta _{2}\gamma _{1},0\right).}
Таким образом,
{\displaystyle \left[{\vec {a}},\left[{\vec {b}},{\vec {c}}\right]\right]={\vec {b}}\left({\vec {a}}\cdot {\vec {c}}\right)-{\vec {c}}\left({\vec {a}}\cdot {\vec {b}}\right).}
Другой вариант доказательства использует разложение векторного произведения по компонентам с помощью тензора Леви-Чивиты {\displaystyle \varepsilon _{ijk}}:
{\displaystyle [{\vec {a}},\;{\vec {b}}]_{i}=\varepsilon _{ijk}a_{j}b_{k}}
(здесь и ниже по повторяющимся индексам производится суммирование, т.е. {\displaystyle \varepsilon _{ijk}a_{j}b_{k}=\sum _{j=1}^{3}\sum _{k=1}^{3}\varepsilon _{ijk}a_{j}b_{k},} см. соглашение Эйнштейна о суммировании). 
{\displaystyle \left[{\vec {a}},\left[{\vec {b}},{\vec {c}}\right]\right]_{i}=\varepsilon _{ijk}a_{j}(\varepsilon _{klm}b_{l}c_{m})=\varepsilon _{ijk}\varepsilon _{klm}a_{j}b_{l}c_{m}=(\delta _{il}\delta _{jm}-\delta _{im}\delta _{jl})a_{j}b_{l}c_{m}.}
Использовано соотношение {\displaystyle \varepsilon _{ijk}\varepsilon _{klm}=\delta _{il}\delta _{jm}-\delta _{im}\delta _{jl},} где {\displaystyle \delta _{ij}} — символ Кронекера. Далее,
{\displaystyle \left[{\vec {a}},\left[{\vec {b}},{\vec {c}}\right]\right]_{i}=\delta _{il}\delta _{jm}a_{j}b_{l}c_{m}-\delta _{im}\delta _{jl}a_{j}b_{l}c_{m}=\delta _{il}a_{m}b_{l}c_{m}-\delta _{im}a_{l}b_{l}c_{m}=a_{m}b_{i}c_{m}-a_{l}b_{l}c_{i}=b_{i}({\vec {a}}\cdot {\vec {c}})-c_{i}({\vec {a}}\cdot {\vec {b}}).}
Здесь использовано свойство дельты Кронекера, позволяющее заменять индекс, по которому идёт суммирование с дельтой: {\displaystyle \delta _{ij}a_{j}=a_{i}.} Таким образом,
{\displaystyle \left[{\vec {a}},\left[{\vec {b}},{\vec {c}}\right]\right]_{i}=b_{i}({\vec {a}}\cdot {\vec {c}})-c_{i}({\vec {a}}\cdot {\vec {b}}),}
и, переходя от компонентов ко всему вектору, получаем искомое соотношение.

##### Тождество Якоби
Для двойного векторного произведения выполняется тождество Якоби:
{\displaystyle {\big [}{\vec {a}},{\vec {b}},{\vec {c}}{\big ]}+{\big [}{\vec {b}},{\vec {c}},{\vec {a}}{\big ]}+{\big [}{\vec {c}},{\vec {a}},{\vec {b}}{\big ]}={\vec {0}},}
которое доказывается раскрытием скобок по формуле Лагранжа:
{\displaystyle {\vec {0}}={\vec {b}}{\big (}{\vec {a}}\cdot {\vec {c}}{\big )}-{\vec {c}}{\big (}{\vec {a}}\cdot {\vec {b}}{\big )}+{\vec {c}}{\big (}{\vec {b}}\cdot {\vec {a}}{\big )}-{\vec {a}}{\big (}{\vec {b}}\cdot {\vec {c}}{\big )}+{\vec {a}}{\big (}{\vec {c}}\cdot {\vec {b}}{\big )}-{\vec {b}}{\big (}{\vec {c}}\cdot {\vec {a}}{\big )}.}

### Смешанное произведение
Сме́шанное произведе́ние {\displaystyle (\mathbf {a} ,\mathbf {b} ,\mathbf {c} )} векторов {\displaystyle \mathbf {a} ,\mathbf {b} ,\mathbf {c} } — скалярное произведение вектора {\displaystyle \mathbf {a} } на векторное произведение векторов {\displaystyle \mathbf {b} } и {\displaystyle \mathbf {c} }:
{\displaystyle (\mathbf {a} ,\mathbf {b} ,\mathbf {c} )=\mathbf {a} \cdot \left(\mathbf {b} \times \mathbf {c} \right)}.
Иногда его называют тройным скалярным произведением векторов, по всей видимости из-за того, что результатом является скаляр (точнее — псевдоскаляр).
Геометрический смысл: модуль смешанного произведения численно равен объёму параллелепипеда, образованного векторами {\displaystyle \mathbf {a} ,\mathbf {b} ,\mathbf {c} }.

#### Свойства
- Смешанное произведение кососимметрично по отношению ко всем своим аргументам:

{\displaystyle (\mathbf {a} ,\mathbf {b} ,\mathbf {c} )=(\mathbf {b} ,\mathbf {c} ,\mathbf {a} )=(\mathbf {c} ,\mathbf {a} ,\mathbf {b} )=-(\mathbf {b} ,\mathbf {a} ,\mathbf {c} )=-(\mathbf {c} ,\mathbf {b} ,\mathbf {a} )=-(\mathbf {a} ,\mathbf {c} ,\mathbf {b} );}
т. е. перестановка любых двух сомножителей меняет знак произведения. Отсюда следует, что
{\displaystyle \langle \mathbf {a} ,[\mathbf {b} ,\mathbf {c} ]\rangle =\langle [\mathbf {a} ,\mathbf {b} ],\mathbf {c} \rangle }
- Смешанное произведение {\displaystyle (\mathbf {a} ,\mathbf {b} ,\mathbf {c} )} в правой декартовой системе координат (в ортонормированном базисе) равно определителю матрицы, составленной из векторов {\displaystyle \mathbf {a} ,\mathbf {b} } и {\displaystyle \mathbf {c} }:

{\displaystyle (\mathbf {a} ,\mathbf {b} ,\mathbf {c} )={\begin{vmatrix}a_{x}&a_{y}&a_{z}\\b_{x}&b_{y}&b_{z}\\c_{x}&c_{y}&c_{z}\end{vmatrix}}.}
- Смешанное произведение {\displaystyle (\mathbf {a} ,\mathbf {b} ,\mathbf {c} )} в левой декартовой системе координат (в ортонормированном базисе) равно определителю матрицы, составленной из векторов {\displaystyle \mathbf {a} ,\mathbf {b} } и {\displaystyle \mathbf {c} }, взятому со знаком «минус»:

{\displaystyle (\mathbf {a} ,\mathbf {b} ,\mathbf {c} )=-{\begin{vmatrix}a_{x}&a_{y}&a_{z}\\b_{x}&b_{y}&b_{z}\\c_{x}&c_{y}&c_{z}\end{vmatrix}}.}
В частности,
- Если какие-то два вектора коллинеарны, то с любым третьим вектором они образуют смешанное произведение, равное нулю.
- Если три вектора линейно зависимы (т. е. компланарны, лежат в одной плоскости), то их смешанное произведение равно нулю.
- Геометрический смысл — Смешанное произведение {\displaystyle (\mathbf {a} ,\mathbf {b} ,\mathbf {c} )} по абсолютному значению равно объёму параллелепипеда (см. рисунок), образованного векторами {\displaystyle \mathbf {a} ,\mathbf {b} } и {\displaystyle \mathbf {c} }; знак зависит от того, является ли эта тройка векторов правой или левой.
- Квадрат смешанного произведения векторов равен определителю Грама, определяемому ими[40].

Три вектора, определяющие параллелепипед.

- Смешанное произведение удобно записывается с помощью символа (тензора) Леви-Чивита:

{\displaystyle (\mathbf {a} ,\mathbf {b} ,\mathbf {c} )=\sum _{i,j,k}\varepsilon _{ijk}a^{i}b^{j}c^{k}}
(в последней формуле в ортонормированном базисе все индексы можно писать нижними; в этом случае эта формула совершенно прямо повторяет формулу с определителем, правда, при этом автоматически получается множитель (-1) для левых базисов).

## Применение векторного исчисления к сферической геометрии и тригонометрии
Теоремы сферической геометрии и тригонометрии изящно доказываются в рамках векторного исчисления.